# Корчагіна-Александровська Катерина Павлівна
Корчагіна-Александровська Катерина Павлівна (23 грудня 1874, Кострома — 15 січня 1951, Ленінград) — російська і радянська акторка театру і кіно, народна артистка СРСР (1936), лауреат Сталінської премії (1943), кавалер ордена Леніна.

## Біографія
Катерина Корчагіна народилася в Костромі у родині провінційних акторів..
З дитячих років Катерина Павлівна виступала на сцені. Служила в Московському театрі Горьової, в 1904—1907 роках грала в Петербурзькому театрі В. Ф. Коміссаржевської, в 1908—1915 в театрі літературно-мистецького товариства. З 1915 року і до кінця життя Катерина Павлівна виступала на сцені Ленінградського академічного театру драми ім. Пушкіна.
У ранній молодості Корчагіна-Александровська виступала в амплуа травесті, але досить рано перейшла на характерні ролі бабусь, виконувані нею з великим успіхом. Починаючи з перших років існування радянської кінематографу Катерина Павлівна знімалася в кіно. Актриса створила героїчний, сповнений політичної пристрасті образ старої більшовички Клари («Страх» Афіногенова). Зіграла близько 500 ролей. Депутат Верховної Ради СРСР 1-го скликання. Державна премія СРСР (1943). Нагороджена 2 орденами Леніна, орденом Трудового Червоного Прапора і медалями.
Катерина Павлівна Корчагіна-Александровська померла 15 січня 1951 року.